# Револьвер (фильм)
«Револьве́р» (англ. Revolver) — остросюжетный триллер 2005 года, написанный совместно Гаем Ричи и снятый им в главных ролях, с Джейсоном Стейтемом, Рэем Лиоттой, Винсентом Пасторе и André 3000. Фильм повествует о мстительном мошеннике, чьё оружие — универсальная формула, гарантирующая победу его владельцу, если применить её к любой игре или мошеннику.
Это четвёртый полнометражный фильм Ричи и третий, посвящённый преступности и профессиональным преступникам, но также имеющий сильную философию и буддийское моральное содержание. Он был выпущен в кинотеатрах Великобритании 22 сентября 2005 года. Он плохо показал себя в прокате и получил отрицательные отзывы. Переработанная версия была выпущена в ограниченном количестве кинотеатров США 7 декабря 2007 года.

## Сюжет
Отсидев семилетний срок, Джейк Грин вышел на свободу. Девять лет назад он попал в неприятную историю. По всему городу шли нелегальные азартные игры, полные опасности, но приносящие хороший доход. Организовывал и присматривал за всем этим преступный босс Мака и его люди. Накануне большой игры Мака потерял своего человека, и его люди, узнав о Джейке Грине, решили, что он сможет подойти на замену. Грин, выслушав предложение ребят Маки, отказался, но те не отступили и стали давить на брата Джейка и его семью. Грин был вынужден сесть за карточный стол, чтобы брата с семьёй оставили в покое. Игру он выиграл. И с этого все началось.
Два игрока не поладили после игры. В помещении, где шла игра, завязалась перестрелка, и в какой-то момент все деньги, стоявшие на кону, исчезли.
Через две недели кто-то дал полиции наводку, и Грина допросили. Люди Маки решили, что Грин может расколоться, и семья его брата опять оказалась под угрозой. Жена брата, как любая мать, чей ребёнок подвергается опасности, бросилась защищать дочь, завязалась драка, и она оказалась убитой. Брат потерял жену, а его дочь осталась без матери. Грин потерял семь лет жизни, поскольку так и не сказал, что ту игру организовывал Мака.
В тюрьме у Грина было два варианта — 14 лет в общей камере или 7 лет в одиночной. Грин выбрал одиночку. Каждый день он был заперт в камере, находясь между камерами двух рецидивистов. Один сосед был мастером шахмат, второй — мастером «разводок». И несмотря на то, что эти двое ни разу не виделись, они знали друг друга лучше, чем пожилые супруги. Каждый день заключённым развозили по камерам книги. Джейк Грин пристрастился к книгам по теории шахмат, азартных игр. Почитывал и более серьёзную литературу вроде теоретической астрофизики или квантовой механики. Эти книги уважали его соседи. Время от времени Джейк встречал разработки новых комбинаций своих соседей. Они записывали их на полях книг. Соседи искали «решающую комбинацию», чтобы выиграть в решающей игре. И однажды они решили, что «универсальная формула» найдена.
И вот, отсидев семилетний срок, Джейк Грин вышел на свободу. С собой он вынес «универсальную формулу», помогающую выигрывать любую игру.
Проходит два года с момента освобождения. Джейк выигрывает и вытягивает с помощью «разводок» целую кучу денег. В основном, все эти деньги — деньги Маки. Джейку помогает брат, выполняя роль финансиста. Так Грин доходит до казино мистера Маки, но служащие, узнав его, не позволяют играть ни за одним столом. Зато сам Мака вызывает Джейка к себе — на верхние этажи казино, сыграть за своим столом. И проигрывает Джейку за раз крупную сумму денег. Разочарованный проигрышем и обеспокоенный возросшими амбициями Грина, Мака поручает своим людям убить Грина.
Тем временем Грин, спускающийся с наличными вниз по лестнице, неожиданно падает в обморок. Очнувшись, Грин приходит в себя в клинике, где у него на всякий случай берут анализы. Из клиники Грин с людьми брата едет к себе домой. Там Джейка ждёт нанятый мистером Макой убийца. Завязывается перестрелка, в которой погибают все люди, что были с Грином, а его самого забирает от дома мистер Зак, неизвестно откуда появившийся на машине.
Зак отвозит Грина в шахматный клуб, где знакомит со своим напарником Ави. Ави вручает Грину результаты анализов, взятых из клиники, и рассказывает о ситуации. По ситуации мистер Грин — покойник. Во-первых, за ним охотятся люди Маки. Во-вторых, у Грина редкая болезнь крови, из-за которой ему осталось жить не более трёх дней. Ави замечает, что они уже спасли Грину один раз жизнь, и второй раз делать это бесплатно не будут. Зак и Ави ставят перед Грином условия. Первое — они забирают у Грина все, что есть. Второе — Грин действует только так, как ему говорят. В обмен они могут защитить Грина от «опасности». Это основа их предложения. По их совету, Грин проходит повторное обследование, выяснилось, что первые анализы были ошибочные, а болезнь не смертельна.

## В ролях
| Актёр           | Роль        |
| --------------- | ----------- |
| Джейсон Стейтем | Джейк Грин  |
| Рэй Лиотта      | Дороти Мака |
| Марк Стронг     | Утилизатор  |
| Винсент Пасторе | Зак         |
| Андре Бенджамин | Ави         |
| Теренс Мэйнард  | Пол         |
| Эндрю Ховард    | Билли       |
| Франческа Аннис | Лили Уолкер |
| Том Ву          | Лорд Джон   |

## Музыка в фильме
По словам режиссёра Гая Ричи, первоначально задумывалось, что саундтрек к фильму будет выдержан в духе его предыдущих картин — «Карты, деньги, два ствола» и «Большой куш», то есть должна была использоваться только неоригинальная классическая музыка. Однако в процессе производства Ричи передумал и решил включить в фильм оригинальную музыку, оставив лишь несколько участков для неоригинальных музыкальных треков (например, в перестрелке в ресторане во время покушения лорда Джона на Дороти Маку). Он выбрал Nathaniel Mechaly в качестве композитора фильма.
Список композиций:
1. Nathaniel Mechaly — «Revolver»
2. Nathaniel Mechaly — «Later That Night»
3. Electrelane — «Atom’s Tomb»
4. Nathaniel Mechaly — «The Heist»
5. Nathaniel Mechaly — «Fear Me»
6. Эннио Морриконе — «Mucchio Selvaggio» (ремикс 2raumwohnung)
7. Nathaniel Mechaly — «Chess Room»
8. Nathaniel Mechaly — «Sorter Shoot Out»
9. Nathaniel Mechaly — «Purple Requiem»
10. Nathaniel Mechaly — «3 Eddie Story»
11. Nathaniel Mechaly — «End Casino»
12. Антонио Вивальди — «Nisi Dominus» (в исполнении Emmanuel Santarromana & Orféo)
13. Nathaniel Mechaly — «Casino»
14. Nathaniel Mechaly — «Jack Accident»
15. David Axelrod — «The Mental Traveler»
16. Nathaniel Mechaly — «To Never Miss»
17. Plastikman — «Ask Yourself»
18. Эрик Сати — «Gnossienne No. 1» (в исполнении Alessandra Celletti)
19. Emmanuel Santarromana — «Opéra»
20. Людвиг ван Бетховен — «Лунная соната»
21. Mozart — «Lacrimosa»

## Название
Сам Гай Ричи объясняет название так:

Меня всегда удивляло, что ещё никогда ни один фильм не назывался «Револьвером», ведь это так круто звучит. Поэтому мне нравится название, но ещё мне нравится идея, что если вы в игре, она продолжает вращаться до тех пор, пока вы не осознаете, что находитесь в игре, и тогда, может быть, начнёте развиваться. Фильм основан на принципах игры: где игра начинается, где она кончается, и кто кого разводит.Оригинальный текст (англ.)I’ve always been surprised that no other movie has ever been called Revolver because it just sounds cool. So I like the name but I also like the concept that, if you’re in a game, it keeps revolving until you realize that you are in a game and then maybe you can start evolving. The film is based on the formula of a game: where does the game start, where does it stop and who’s conning who.

## Факты
- Все легковые автомобили в картине — марки «Кадиллак», их номера закрывают чёрные наклейки.
- Микки Рурк был приглашён на одну из ролей, но отказался от неё ради съёмок в «Домино»[1].
- Трое главных персонажей носят библейские имена. Ави (сокращенное от Авраам), Зак (сокращенное от Исаак) и Джейк (сокращенное от Иаков).